# Nilssonia
Nilssonia é um género de tartarugas da família Trionychidae.
Este género contém as seguintes espécies:
- Nilssonia formosa (Gray, 1869)
- Nilssonia gangetica (Cuvier, 1825)
- Nilssonia hurum (Gray, 1831)
- Nilssonia leithii (Gray, 1872)
- Nilssonia nigricans (Anderson, 1875)